# Come Come Everybody
《Come Come Everybody》，為日本NHK電視台於2021年11月1日至2022年4月8日播出的第105部晨間劇，由NHK大阪放送局（BK局）製作拍攝，上白石萌音、深津繪里、川榮李奈主演。

## 企劃與製作
本劇以「NHK英語廣播講座」為主軸，描述一個橫跨昭和、平成、令和三個時代的祖孫三人與英語廣播節目共同成長的百年歷史及故事，標題命名為1946年至1951年NHK放送之語文學習廣播節目「英語會話教室」的主題曲「Come, Come, Everybody」，此曲是擔任節目主持人的平川唯一根據日本童謠「証城寺的狸貓」所改編及填詞。
故事描述大正末期日本廣播開始之年，祖母安子出生於岡山縣的和菓子店，為人溫柔直率的安子每天被紅豆香氣所包圍，並祈願日後家庭的幸福與長久，但戰爭奪走了她的丈夫，自己也受到開播的英語廣播節目影響，加上種種因緣際會與誤解，只得將女兒瑠衣獨自留在日本隻身赴美追夢。1950年代，瑠衣雖然因母親安子的影響與當年的誤解，而憎恨安子以及使母女兩人分開的英語，但後來卻一腳陷入爵士樂的世界而感到救贖。爾後瑠衣的女兒日向出生於和平及經濟飛漲的時代，一直仰慕時代劇的日向最終找到自己在英語廣播的定位，祖孫三人同時聆聽著相同的英語廣播節目，開啟未來的道路。
2020年7月28日公布製作相關事宜，編劇由藤本有紀擔任，這也是她繼第77作晨間劇《喜代美》後第二度執筆晨間劇。12月24日官方宣布由上白石萌音、深津繪里、川榮李奈三人共同擔任主角；上白石飾演祖母安子，深津飾演母親瑠衣，川榮則飾演女兒日向。本劇亦是NHK晨間劇首次起用三位演員擔綱主角。上白石及川榮為經過3061位競爭者的徵選中脫穎而出，另外自2007年之後即未曾演出電視劇的深津，則是在本劇製作人的直接邀請之下參與演出。
2022年2月26日，此劇拍攝工作正式殺青。

## 登場人物

### 主角
- 橘安子→雉真安子：上白石萌音（嬰兒期：青木櫻音（日语：青木桜音）、幼年期：網本唯舞葵、老年期：森山良子）（香港配音：羅孔柔、雷碧娜（老年））

本劇主角之一，祖母。1951年遠渡美國，以「安妮平川」（Anne Hirakawa）之名闖蕩好萊塢，2003年返回日本，在廣播中訴說對女兒的歉疚，兩人最終得以重逢，以相擁化解五十年心結。
- 雉真瑠衣（雉真るい）→大月瑠衣：深津繪里（0歲：新井心琴、那須結依人、三浦碧月、中田紫月、枡美玲、德本向葵莉／1歲：今井望鈴、永尾琉衣／5歲：中野翠咲／7歲：古川凛（日语：古川凛））（香港配音：鄭麗麗、陳皓宜（童年））

本劇主角之一，母親。長大後到大阪找工作，因面試不順利而被洗衣店夫婦收留，因緣際會結識錠一郎，結婚後原本錠一郎透過選拔賽獲得可以去東京的機會，但因為謎之原因，夫婦兩人轉而去京都賣車輪餅。
- 大月日向（ひなた）：川榮李奈（嬰兒期：友八緒乃、幼年期：伊丹風花、童年期：新津知世（日语：新津ちせ））（香港配音：凌晞）

本劇主角之一，女兒。從小就喜歡時代劇，非常開朗活潑，和一惠、小夜子是好朋友，常常去映畫村遊玩，有一次被虛無藏介紹到映畫村打工，因而找到自己喜歡的事，就是在映畫村工作。

### 岡山的人們

#### 橘家
- 橘金太：甲本雅裕（日语：甲本雅裕）（香港配音：張錦江）

安子的父親。岡山大空襲時因為妻子與母親被燒死在防空洞中導致內心受創，戰後死於心臟病。
- 橘小靜（橘小しず）：西田尚美（香港配音：曾秀清）

安子的母親。紅豆農商的女兒。岡山大空襲時與婆婆阿久死於防空洞中。
- 橘算太：濱田岳（幼年期：宇治本龍之助）（香港配音：李致林）

安子的哥哥。原本被視為未來繼承人培養，卻對跳舞和電影非常有興趣，因此放棄成為繼承人，離家前往大阪的舞廳工作。1941年，舞廳倒閉後回到家中，在發現債主已經追到岡山時再度離家，氣憤的父親金太為此與他斷絕父子關係，二戰期間被徵召入伍。二戰結束後返回家鄉岡山，得知妹妹安子已出嫁，與妹妹重逢相認。後來跟安子說要重建橘和菓子鋪，結果拿了錢就離開了，期間結識桃山劍之介第二代，五十年後，不知為何到京都和瑠衣相認，最後跳了一支舞，沒多久就安詳去世了。
- 橘杵太郎：大和田伸也（香港配音：盧國權）

安子的祖父。日式點心店「橘家」創始人。對安子非常溺愛。二戰期間得到肺癌，在不斷祝福安子未來能夠得到幸福後安詳的過世。
- 橘久：鷲尾真知子（香港配音：袁淑珍）

安子的祖母。岡山大空襲時與媳婦小靜死於防空洞中。
- 黑鐵正治：松木賢三

橘和菓子舖的職人，因被徵召入伍而離職。
- 菊井三郎：杉森大祐（日语：杉森大祐）

橘和菓子舖的職人，因被徵召入伍而離職。
- 丹原茂：中村凜太郎（香港配音：陳灝瑋）

橘和菓子舖的職人，因被徵召入伍而離職。

#### 雉真家
- 雉真千吉：段田安則（日语：段田安則）（香港配音：招世亮）

雉真纖維的社長。
- 雉真美都里：江原由希子（日语：YOU (タレント)）（香港配音：許盈）

千吉的妻子。
- 雉真稔：松村北斗（香港配音：黃積權）

千吉的長子，安子的丈夫。婚後沒多久就因為二戰被徵召，最後戰死沙場。
- 雉真勇：村上虹郎（幼年期：藤原詩音、老年期：目黑祐樹（日语：目黒祐樹））（香港配音：李安邦、謝潔貞（幼年期）、梁志達（老年期））

千吉的次子，擅長打棒球，喜歡安子，在安子喪夫之後也持續在幫助安子母女倆，後來和女傭雪衣結婚。
- 雉真雪衣：岡田結實（老年期：多岐川裕美）（香港配音：成瑤孆）

女傭，後為勇的妻子。
- 雉真昇：谷川生馬

勇的兒子。
- 村野多美（村野タミ）：西川加乃子（日语：西川かの子）（香港配音：林丹鳳）

女傭。

#### 商店街的人們
- 水田絹（水田きぬ）：小野花梨（幼年期：岡陽毬）（香港配音：葉曉欣）

安子的幼年玩伴。後因姊姊嫁給農家，曾在戰時與爸爸媽媽三人一同投靠姊姊的夫家。
- 水田卯平：淺越浩志（日语：浅越ゴエ）（香港配音：雷霆）

阿絹的父親。
- 水田花子：小牧芽美（香港配音：梁少霞）

阿絹的母親。
- 水田力：小林剛久（日语：小林よしひさ）（香港配音：關令翹）

阿絹的丈夫。
- 柳澤定一：世良公則（香港配音：潘文柏）

喫茶店的店主，後來作為美軍駐軍俱樂部爵士樂的召集員，一邊經營咖啡廳一邊培育錠一郎。
- 柳澤健一：：前野朋哉（日语：前野朋哉）（老年期：世良公則（分飾））（香港配音：鄧志堅）

定一的兒子。
- 柳澤慎一：前野朋哉（分飾）

健一的兒子。
- 赤螺吉兵衛：堀部圭亮（日语：堀部圭亮）（香港配音：陳欣）

雜貨店的店主。為人吝嗇，被鄰居戲稱「小氣兵衛」。但非常溺愛兒子。岡山大空襲時以肉身替吉右衛門抵擋了燒夷彈，傷重而死。
- 田中：德井優（日语：徳井優）（香港配音：李錦綸）

橘家的債主。

### 大阪的人們
- 竹村平助：村田雄浩（日语：村田雄浩）

洗衣店的店主，和妻子和子非常照顧瑠衣。
- 竹村和子：濱田麻里（日语：濱田マリ）（香港配音：謝潔貞）

平助的妻子。
- 木暮洋輔：近藤芳正 （香港配音：葉振聲）

爵士喫茶店經理兼調酒師。
- 西山太：笑福亭笑瓶（日语：笑福亭笑瓶）

電影院老闆。
- 北澤富夫：早乙女太一（香港配音：梁偉德）

演奏樂手，暱稱「Tommy」，和錠一郎是亦敵亦友。
- 笹川奈奈→北澤奈奈：佐佐木希（香港配音：何璐怡）

光臣的女兒，Tommy的妻子。
- 笹川光臣：佐川滿男（日语：佐川満男）

藝能經紀公司的社長。
- 片桐春彥：風間俊介（香港配音：李凱傑）

初出茅蘆的律師，第一個和瑠衣約會的對象，原本要邀請瑠衣一起去餐廳吃飯結果一陣風讓瑠衣額頭上的傷疤露出，瑠衣就此和他保持距離。
- 小川澄子：紺野真晝

大阪主婦，英語廣播的忠實聽眾。
- 小川勉：森田一休

澄子的丈夫。
- 小川敏夫：神谷龍翔

澄子的兒子。
- 小川博子：山內陽葵

澄子的女兒。
- 磯村吟：濱村淳（日语：浜村淳）

廣播節目的主持人。
- 橫山Entatsu（日语：横山エンタツ）：中川剛（日语：中川剛 (お笑い芸人)）

漫才師。
- 花菱Achako（日语：花菱アチャコ）：中川禮二（日语：中川礼二）

漫才師。
- 岡野明：有北雅彥

岡野商店的老闆。
- 岡野正子：嘉納美奈子

明的妻子。
- 山崎照子：春泰子（日语：春やすこ）

洗衣店鄰家的主婦。

### 京都的人們

#### 大月家
- 大月錠一郎：小田切讓（幼年期：柊木阳太）（香港配音：蘇強文）

瑠衣的丈夫。原為戰爭孤兒，但後來在受到柳澤定一的照顧下，耳濡目染開始接觸爵士樂。成年後為傑出的小號樂手，卻因病無法吹奏而不得不放棄前程。暱稱「Joe」。
- 大月桃太郎：青木柚（幼年期：野崎春）（香港配音：胡家豪）

日向的弟弟，姊弟相差11歲，喜歡打棒球，從小就單戀小夜子，但是後來發現小夜子和吉之丞正在交往而失戀，最後與花菜結識。被日向和她的朋友們暱稱「桃桃（もも）」。
- 水田花菜→大月花菜：小野花梨（分飾）（香港配音：葉曉欣）

阿絹的孫女，桃太郎的妻子。
- 大月劍：藤原詩音（分飾）

桃太郎與花菜的兒子、日向的外甥。瑠衣與錠一郎的孫子、安子與稔及絹與力的曾孫。

#### 野田家
- 野田一子：市川實日子（香港配音：劉惠雲）

茶道教師。大學時單戀錠一郎雖無結果，後來反而成為瑠衣的好友，並在瑠衣一家搬到京都時給予適時幫助。暱稱「Berry」。丈夫是日本舞踊教師（德井優 分飾）
- 野田一惠→榊原一惠：三浦透子（幼年期：清水美怜）（香港配音：魏惠娥）

一子的女兒，日向的摯友。

#### 赤螺家
- 赤螺清子：松原智惠子（青年期：宮嶋麻衣）（香港配音：陳琴雲（青年））

吉兵衛的妻子，戰後攜子遷居京都。
- 赤螺吉右衛門：堀部圭亮（日语：堀部圭亮）（分飾）（嬰兒期：角野彩晴、幼年期：中川聖一朗、少年期：石坂大志）（香港配音：陳欣、雷碧娜（幼年期））

吉兵衛的兒子。
- 赤螺初美：宮嶋麻衣（分飾） (香港配音: 陳琴雲)

吉右衛門的妻子。
- 赤螺吉之丞：德永優樹（幼年期：石坂大志）（香港配音：劉奕希）

吉右衛門的兒子。
- 藤井小夜子→赤螺小夜子：新川優愛（幼年期：竹野谷咲）（香港配音：黃昕瑜）

日向的同學，吉之丞的妻子。
- 赤螺小夜吉：石坂大志（幼年期：中川聖一朗）（分飾）

吉之丞與小夜子的長男。吉右衛門與初美之孫、吉兵衛與清子之曾孫。
- 赤螺傳吉：中川聖一朗（分飾）

吉之丞與小夜子的次男。

#### 條映相關人物
- 五十嵐文四郎：本鄉奏多（香港配音：陳灝瑋）

無名演員。日向的前戀人，兩人闊別十年後重逢。
- 桃山劍之介：尾上菊之助（日语：尾上菊之助 (5代目)）（香港配音：翟耀輝）

時代劇影星。
- 桃山團五郎→二代桃山劍之介：尾上菊之助（日语：尾上菊之助 (5代目)）（分飾）（香港配音：翟耀輝）

劍之介的兒子，日向的偶像。
- 美咲菫（美咲すみれ）：安達祐實（香港配音：曾秀清）

著名女演員。
- 伴虛無藏：松重豐（香港配音：招世亮）

經常在時代劇中扮演被殺角色的資深臨時演員。
- 星川凛太朗：德重聰（日语：徳重聡）（香港配音：雷霆）

時代劇「破天荒將軍」的主演，美咲的前夫。
- 武藤蘭丸：青木崇高

時代劇演員。
- 榊原誠：平埜生成（日语：平埜生成）（香港配音：陳耀楠）

太秦電影村職員，單戀美咲菫。
- 轟強：土平友厚（日语：土平ドンペイ）

條映片廠的導演。
- 八代將：谷口高史（日语：谷口高史）

條映的社長。
- 高山理惠：羽瀨川凪（日语：羽瀬川なぎ）

條映選秀會的冠軍佳麗。
- 畑野：三谷昌登（日语：三谷昌登）

「破天荒將軍」的副導演。

#### 商店街的人們
- 森岡新平：小田芳裕（日语：おいでやす小田）

老闆。
- 比利：幸本澄樹

日向幼時的暗戀對象。
- 島田修治：中谷悠希

吉之丞的玩伴。
- 島田節子：楠瀨亞希

修治的母親。
- 土井哲也：植村遙斗

吉之丞的玩伴。
- 土井春子：飯塚涼子

哲也的母親。
- 木下貞雄：高垣真清

吉之丞的玩伴。
- 木下千榮子：岡部尚子

貞雄的母親。

### 其他人物
- 平川唯一（日语：平川唯一）：佐田雅志

英語廣播節目的主持人。
為實際存在人物，曾於1946-1951年間擔任NHK廣播英語節目《英語會話》的主講者，1993年去世。
- 喬治：杉山哈利（日语：ハリー杉山）

安妮的姪子。
- 尼可拉斯‧米勒：Lee Stark（日语：リー5世）

好萊塢導演。
- 派翠西亞：米倉Lyena（日语：米倉リエナ）

電影團隊的翻譯。
- 羅伯特・羅斯伍德：村雨辰剛（日语：村雨辰剛）（香港配音：黃啟昌）

美軍軍官，安子再婚的丈夫。
- 小椋隈（小椋くま）：若井綠（日语：若井小づえ・みどり#若井みどり）（香港配音：黃麗芳）

阿稔大學宿舍的房東。
- 神田猛：武井壯（香港配音：陳卓智）

大日本帝國海軍主計中校。
- 京田武男：笑福亭松喬（日语：笑福亭松喬 (7代目)）

初次發聲於電台的播音員。
- 未來：紺野真晝（分飾）

NHK職員。
- 威廉・勞倫斯：城田優（香港配音：麥皓豐）

英語廣播講師。兼任本劇旁白。

## 播出日程
| 1                                                       | 1－5     | 2021年11月1日－11月5日 1925—1939 | 安達繩            | 15.5% |
| 2                                                       | 6－10    | 11月8日－11月12日 1939—1941      | 安達繩            | 16.0% |
| 3                                                       | 11－15   | 11月15日－11月19日 1942—1943     | 橋爪紳一朗        | 15.7% |
| 4                                                       | 16－20   | 11月22日－11月26日 1943—1945     | 安達繩            | 16.5% |
| 5                                                       | 21－25   | 11月29日－12月3日 1946—1948      | 橋爪紳一朗        | 17.0% |
| 6                                                       | 26－30   | 12月6日－12月10日 1948           | 二見大輔          | 17.0% |
| 7                                                       | 31－35   | 12月13日－12月17日 1948—1951     | 橋爪紳一朗 安達繩 | 16.9% |
| 8                                                       | 36－40   | 12月20日－12月24日 1951—1962     | 安達繩            | 17.1% |
| 9                                                       | 41－42   | 12月27日－12月28日 1962          | 安達繩            | 17.1% |
| 10                                                      | 43－47   | 1月3日－1月7日 1962              | 松岡一史          | 15.4% |
| 11                                                      | 48－52   | 1月10日－1月14日 1962—1963       | 泉並敬真          | 17.2% |
| 12                                                      | 53－57   | 1月17日－1月21日 1963—1964       | 松岡一史          | 17.6% |
| 13                                                      | 58－62   | 1月24日－1月28日 1964—1965       | 安達繩            | 18.0% |
| 14                                                      | 63－67   | 1月31日－2月4日 1965—1976        | 二見大輔          | 18.1% |
| 15                                                      | 68－72   | 2月7日－2月11日 1976—1983        | 橋爪紳一朗        | 17.6% |
| 16                                                      | 73－77   | 2月14日－2月18日 1983            | 橋爪紳一朗        | 17.6% |
| 17                                                      | 78－82   | 2月21日－2月25日 1983—1984       | 安達繩            | 17.1% |
| 18                                                      | 83－87   | 2月28日－3月4日 1984—1992        | 石川慎一郎        | 17.2% |
| 19                                                      | 88－92   | 3月7日－3月11日 1992—1993        | 松岡一史          | 17.1% |
| 20                                                      | 93－97   | 3月14日－3月18日 1993—1994       | 安達繩            | 18.5% |
| 21                                                      | 98－102  | 3月21日－3月25日 1994—2001       | 橋爪紳一朗        | 17.5% |
| 22                                                      | 103－107 | 3月28日－4月1日 2001—2003        | 深川貴志          | 17.9% |
| 23                                                      | 108－112 | 4月4日－4月8日 2003—2025         | 安達繩            | 19.7% |
| 平均收視率17.1%（收視率由Video Research於關東地區統計） |          |                                  |                   |       |

## 製作團隊
- 編劇：藤本有紀（日语：藤本有紀）
- 音樂：金子隆博（日语：金子隆博）
- 主題曲 ：AI[4]
- 旁白：城田優
- 導演：安達繩、橋爪紳一朗（日语：橋爪紳一朗）、深川貴志、松岡一史、二見大輔、泉並敬真
- 製作人：葛西勇也、橋本果奈
- 宣傳製作人：齋藤明日香
- 製作統籌：堀之內禮二郎、櫻井賢

## 獲獎
| 年份   | 名稱              | 獎項           | 入圍者／得獎者                                               | 結果 |
| ------ | ----------------- | -------------- | ------------------------------------------------------------ | ---- |
| 2022年 | 第111回日劇學院賞 | 最佳作品       | Come Come Everybody                                          | 獲獎 |
| 2022年 | 第111回日劇學院賞 | 最佳女主角     | 上白石萌音                                                   | 獲獎 |
| 2022年 | 第111回日劇學院賞 | 最佳女主角     | 深津繪里                                                     | 提名 |
| 2022年 | 第111回日劇學院賞 | 最佳男配角     | 松村北斗                                                     | 獲獎 |
| 2022年 | 第111回日劇學院賞 | 最佳男配角     | 小田切讓                                                     | 提名 |
| 2022年 | 第111回日劇學院賞 | 最佳女配角     | 市川實日子                                                   | 提名 |
| 2022年 | 第111回日劇學院賞 | 最佳電視劇歌曲 | 《畢宿五（アルデバラン）》AI                                 | 獲獎 |
| 2022年 | 第111回日劇學院賞 | 最佳導演       | 安達繩、橋爪紳一朗、松岡一史、二見大輔、泉並敬真、石川慎一郎 | 提名 |
| 2022年 | 第111回日劇學院賞 | 最佳劇本       | 藤本有紀                                                     | 獲獎 |

## 外部連結
- NHK官方網站 （页面存档备份，存于）（日語）
- Come Come Everybody的X（前Twitter）
- Come Come Everybody的Instagram帳戶
- 互联网电影数据库（IMDb）上《她們母女三代物語》的资料（英文）

| 日本 NHK 連續電視小說                    | 日本 NHK 連續電視小說                               | 日本 NHK 連續電視小說 |
| ---------------------------------------- | --------------------------------------------------- | --------------------- |
|                                          | Come Come Everybody （2021年11月1日－2022年4月8日） |                       |
| 歡迎回來百音 （2021年5月17日－10月30日） | 心胸咚咚 （2022年4月11日－9月30日）                 |                       |

| 臺灣 緯來日本台 每週一至五 21:00 - 22:00                                                     | 臺灣 緯來日本台 每週一至五 21:00 - 22:00        | 臺灣 緯來日本台 每週一至五 21:00 - 22:00 |
| -------------------------------------------------------------------------------------------- | ----------------------------------------------- | ---------------------------------------- |
|                                                                                              | 她們～母女三代物語 （2022年8月23日 - 10月14日） |                                          |
| 東大特訓班 （重播） （2022年7月26日－8月8日）東大特訓班 2 （重播） （2022年8月9日－8月22日） | 公平交易英雄 （2022年10月17日 - 10月31日）      |                                          |

| 臺灣 緯來綜合台 每週一至五 20:00 - 21:00 · 6月26日起 15:00 - 16:00 | 臺灣 緯來綜合台 每週一至五 20:00 - 21:00 · 6月26日起 15:00 - 16:00 | 臺灣 緯來綜合台 每週一至五 20:00 - 21:00 · 6月26日起 15:00 - 16:00 |
| ------------------------------------------------------------------ | ------------------------------------------------------------------ | ------------------------------------------------------------------ |
|                                                                    | 她們家的故事 （2023年6月8日 - ）                                   |                                                                    |
| 冷暖人間 第6季 （2022年11月15日 - 2023年2月10日）                  | —                                                                  |                                                                    |

| 臺灣 大愛電視 星期一至五 08:00 - 08:30 | 臺灣 大愛電視 星期一至五 08:00 - 08:30      | 臺灣 大愛電視 星期一至五 08:00 - 08:30 |
| -------------------------------------- | ------------------------------------------- | -------------------------------------- |
|                                        | 她們 母女三代物語 （2025年4月15日—9月17日） |                                        |
| 陽子 （2024年9月9日—2025年4月14日）    | —                                           |                                        |